# Мэри Поппинс (книга)
«Мэ́ри По́ппинс» (англ. Mary Poppins) — первая сказочная повесть Памелы Трэверс о необыкновенной няне Мэри Поппинс, поступающей на работу в английскую семью Бэнксов. Книга вышла в 1934 году и приобрела большую известность, став классикой английской детской литературы. Продолжение книги («Мэри Поппинс возвращается») — вышло через год, а «Мэри Поппинс открывает дверь» — спустя 8 лет. Позже вышло ещё пять продолжений, первое из которых впервые увидело свет в 1952 году, а последнее — через 36 лет, в 1988 году. Все издания были проиллюстрированы Мэри Шепард.
Книга была переведена на многие языки, а в 1964 году по её мотивам был снят американский фильм-мюзикл. В СССР книга стала популярна в сокращённом переводе Бориса Заходера в 1960-е годы, впоследствии появились новые полные переводы книг Трэверс о Мэри Поппинс.

## История
«Мэри Поппинс» стала второй книгой Памелы Трэверс — первая её книга вышла за несколько месяцев до этого, также в 1934 году. Это были путевые заметки о её визите в СССР «Московская экскурсия» (Moscow Excursion); сам визит состоялся в 1932 году, Трэверс проехала с группой и экскурсоводом из Ленинграда в Москву и обратно.
Изначально для оформления первой книги о Мэри Поппинс хотели пригласить Эрнеста Шепарда, известного иллюстрациями к книгам «Винни-Пух» и «Ветер в ивах», однако он был слишком занят другими проектами. При этом Трэверс случайно обратила внимание на рождественскую открытку, оформленную Мэри Шепард, дочерью Эрнеста. Её стиль понравился писательнице, и Мэри Шепард, которой тогда было 23 года, проиллюстрировала первую книгу о Поппинс, а потом и все её продолжения.

## Оглавление
В книге 12 глав, и каждая из них содержит отдельную историю, которые вместе связаны друг с другом только общими персонажами.
| Номер главы | Оригинал                 | Перевод Бориса Заходера (1968) | Перевод Игоря Родина (1992) | Перевод Марины Литвиновой (1996)      |
| ----------- | ------------------------ | ------------------------------ | --------------------------- | ------------------------------------- |
| 1           | East Wind                | Восточный ветер                | Восточный ветер             | Восточный ветер                       |
| 2           | The Day Out              |                                | Выходной                    | Выходной                              |
| 3           | Laughing Gas             | Смешинка                       | Веселящий газ               | Смехотворный газ                      |
| 4           | Miss Lark's Andrew       | Мисс Ларк и её Эдуард          | Мисс Ларк и её Эндрю        | Эндрю, принадлежавший мисс Ларк       |
| 5           | The Dancing Cow          | Танцующая Корова               | Танцующая Корова            | О Корове, которая день и ночь плясала |
| 6           | Bad Tuesday              |                                | Злополучный вторник         | Чёрный вторник                        |
| 7           | The Bird Woman           |                                | Птичница                    | Птичница                              |
| 8           | Mrs. Corry               | Миссис Корри                   | Миссис Корри                | Миссис Корри                          |
| 9           | John and Barbara's Story | История Близнецов              | История Джона и Барбары     | История Джона и Барбары               |
| 10          | Full Moon                | Полнолуние                     | Полнолуние                  | Полнолуние                            |
| 11          | Christmas Shopping       |                                | Рождественские покупки      | Подарки к Рождеству                   |
| 12          | West Wind                | Западный ветер                 | Западный ветер              | Западный ветер                        |

## Сюжет
Семья Бэнксов живёт в доме № 17, который находится в Вишнёвом переулке, в пригороде Лондона. Когда от Бэнксов уходит няня Кэти, присматривавшая за четырьмя детьми, в дом вместе с восточным ветром неожиданно прилетает молодая няня Мэри Поппинс. Миссис Бэнкс с радостью берёт её на работу, а старшие дети, Джейн и Майкл, поначалу относятся к ней с недоверием, потому что она кажется им строгой и неприступной.
Однако вскоре с детьми начинают происходить удивительные истории, к которым Мэри Поппинс имеет прямое отношение, хотя она сама в этом никогда не признаётся. Более того, она всячески пресекает попытки детей вслух связать происходящие с ними чудеса с её участием. В свой выходной день Мэри встречается со своим знакомым Бертом (по прозвищу Спичечник), который рисует на асфальте картины. Вместе с Бертом она входит в одну из этих картин и попадает в волшебную страну, где они пьют чай и катаются на карусели. Джейн и Майкл идут с Мэри Поппинс в гости к её дяде, мистеру Паррику, и пьют с ним чай под потолком, вися прямо в воздухе, — потому что день рождения мистера Паррика пришёлся на пятницу, а в такие дни он всегда ощущает «необычайную лёгкость» и парит над землёй.
Эдуард, собачка соседки Бэнксов — мисс Ларк, сбегает из дома и о чём-то переговаривается с Мэри Поппинс, в результате чего дети узнают, что она понимает язык животных. За окном Майкл однажды замечает идущую куда-то рыжую корову, и Мэри Поппинс рассказывает детям историю про то, как когда-то на рог этой корове с неба упала звезда, и корова принялась танцевать без остановки. Когда звезду сняли, танцы прекратились. Однако с тех пор корова ходит по свету в поисках новой падающей звезды.
Как-то раз, когда у Майкла с утра портится настроение, и он плохо себя ведёт, Мэри Поппинс показывает ему и другим детям волшебный компас, который переносит человека туда, куда показывает стрелка. Няня и дети посещают эскимосов на севере, негров в Африке, китайского мандарина на востоке и племя индейцев на западе. В другой раз они идут в необычный кондитерский магазин, где покупают имбирные пряники с блестящими бумажными звёздочками и знакомятся с миссис Корри и её дочерьми Фанни и Анни (которые выглядят гигантами по сравнению с миссис Корри).
Ночью Майкл и Джейн видят, как миссис Корри и Мэри Поппинс приклеивают звёздочки от их пряников на небо. А однажды Майклу и Джейн удаётся побывать на дне рождения Мэри Поппинс, который празднуется в зоопарке. Там их няню приветствуют все звери, а Повелительница Джунглей, старая Кобра, дарит ей одну из своих шкур. Давней знакомой Мэри оказывается и девочка-звезда Майя из созвездия Плеяд, которая вместе с детьми делает рождественские покупки.
В первый день весны, когда начинает дуть западный ветер, Мэри Поппинс неожиданно улетает из дома Бэнксов, подарив Майклу свой компас и оставив Джейн в подарок свой портрет, нарисованный Бертом. Дети очень огорчены, но на записке Мэри Поппинс написаны слова «Au revoir», и это даёт им надежду на новую встречу с их любимой няней.

## Цензура
В 6 главе книги Мэри Поппинс с детьми при помощи волшебного компаса посещают четыре стороны света и встречаются с местными жителями (эскимосом, африканцем и другими). Первоначальный текст книги содержал неполиткорректные характеристики этих народов, что вызвало нарекания со стороны некоторых читателей. Трэверс частично переписала текст, изменив формулировки. Однако в 1980-е годы этих исправлений оказалось недостаточно, и текст был переписан ещё раз — теперь путешественники встречались не с представителями народов, а с характерными для соответствующей местности животными.

## Основные персонажи
- Мистер Бэнкс
- Миссис Бэнкс
- Джейн — их старшая дочь.
- Майкл — её брат.
- Близнецы Джон и Барбара — младшие дети. В начале книги им несколько месяцев, затем исполняется год.
- Мэри Поппинс — молодая няня, которую в дом Бэнксов приносит восточный ветер.
- Клара Брилл — кухарка Бэнксов.
- Элин (в оригинале — Эллен) — служанка Бэнксов.
- Робертсон Эй — слуга Бэнксов.
- Берт («Спичечник») — продавец спичек и художник, рисующий на тротуарах. Друг Мэри Поппинс.
- Альберт Паррик — дядя Мэри Поппинс.
- Люсинда Эмили Ларк — соседка Бэнксов, владелица комнатной собачки Эндрю (в переводе Бориса Заходера — Эдуарда).
- Миссис Корри — хозяйка кондитерского магазина.
- Майя — светящаяся девочка и звезда из Плеяд.

## Книга о Мэри Поппинс в СССР и России
В СССР книга была переведена Борисом Заходером в 1960-е годы, уже после выхода американской экранизации. Главы из первых двух книг печатались под общим названием «Мэри Поппинс» в журнале «Пионер» в 1967 году (№№3—8, с рисунками Ю. Владимирцева и Ф. Терлецкого). В 1968 году издательство «Детская литература» выпустило книгу с двумя повестями: «Дом № 17» (так переводчик назвал первую часть) и «Мэри Поппинс возвращается». Для этого переводчик пропустил в первой части треть глав из первой книги и поменял местами 8 и 9 главы (в переводе они 5 и 6 соответственно). Во второй части была пропущена половина глав из второй книги, но были добавлены две главы из третьей. В предисловии к книге Заходер пишет:
 Здесь только половина рассказов о Мэри Поппинс (из первой и второй книжек). Если вам будет ОЧЕНЬ жалко расставаться с Мэри, то, может быть (не обещаю, но надеюсь!), может быть, мы с вами сумеем уговорить её снова вернуться к нам и рассказать обо всём остальном… 
Иллюстрации к повести создал Геннадий Калиновский.
Позже несколько книг о Мэри Поппинс вышли в новом, полном переводе Игоря Родина (1992). Был опубликован и ещё один перевод первой книги — Марины Литвиновой, под названием «Мэри Поппинс с Вишнёвой улицы» (1996).

## Экранизации

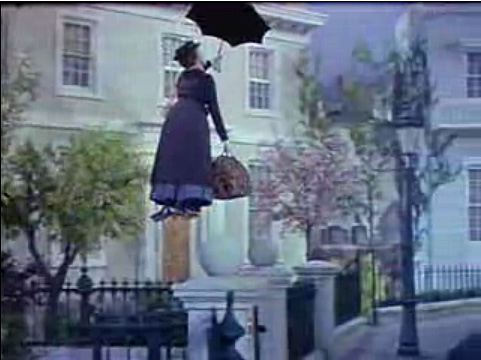
Мэри Поппинс в исполнении Джули Эндрюс

- В 1964 году по книге был снят американский музыкальный фильм «Мэри Поппинс» с Джули Эндрюс в главной роли.
- В 1983 году по первым двум книгам был снят советский музыкальный фильм «Мэри Поппинс, до свидания» с Натальей Андрейченко в главной роли.
- В 2018 году по второй книге был снят американский музыкальный фильм, а также сиквел знаменитого анимационно-игрового фильма 1964 года с Эмили Блант в главной роли.